# Grevillea parviflora
Grevillea parviflora är en tvåhjärtbladig växtart. Grevillea parviflora ingår i släktet Grevillea och familjen Proteaceae.

## Underarter
Arten delas in i följande underarter:
- G. p. leptophylla
- G. p. parviflora
- G. p. supplicans